# Remixed Affairs
Remixed Affairs – drugi album duńskiego zespołu Infernal, wydany w 1998 roku w Danii.

## Lista utworów
1. Destruction [vocal version] – 3:30
2. Du Gamle Måne – 3:42
3. Groove Child – 9:22
4. Voodoo Cowboy [Infernal's radio club mix] – 3:45
5. Sorti de L'enfer [Harmonika radio mix] – 3:49
6. Your Crown [Pasta People's Whirl It Up mix] – 8:37
7. Highland Fling [DJ Rainbow mix] – 7:17
8. Voodoo Cowboy [Aliens Ate My C-C-Countryclub mix] – 6:44
9. Disk Jockey Polka [live] – 6:17
10. Kalinka [live] – 8:15
11. Re-Tape's Infernal Megamix – 5:06